# Ilkeston FC
Ilkeston Football Club is een Engelse voetbalclub uit Ilkeston, Derbyshire.
De club werd opgericht in 2010, nadat het voormalige Ilkeston Town FC door de Hoge Raad werd opgeheven omdat de club £47.000 aan belastingen niet had betaald. Twee maanden later ontstond Ilkeston FC en in mei 2011 werd de club toegelaten in de Northern Premier League Division One South.
Al in het eerste seizoen bereikte de club de play-offs voor promotie en won deze door Leek Town in de finale met 2-0 te verslaan. Hiermee was promotie naar de Northern Premier League Premier Division een feit.
De thuiswedstrijden van Ilkeston FC worden gespeeld op New Manor Ground. Dit stadion heeft 3.029 plaatsen, waarvan 500 zitplaatsen.